# 亞斯諾戈羅德
50°9′44″N 28°0′28″E / 50.16222°N 28.00778°E
亞斯諾戈羅德（烏克蘭語：Ясногород），是烏克蘭北部的村莊，隸屬日托米爾州的日托米爾區。該村面積124.9平方公里，海拔高度221米，2001年該村落人口304。